# Rue Coustard
La rue Coustard est une voie de Nantes, chef-lieu du département de Loire-Atlantique en France.

## Situation et accès
Située dans le centre-ville de Nantes, la rue Coustard, qui relie l'allée Baco à la rue Crucy en longeant le pont de la Rotonde, est bitumée et ouverte à la circulation automobile en sens unique. Elle rencontre aucune autre voie.

## Origine du nom
La dénomination de la rue est un hommage à Pierre Coustard (1741-1793), député de Loire-Inférieure à la Législative et à la Convention, guillotiné comme Girondin.

## Historique
C'est en 1882 que Louis Lefèvre-Utile, ayant repris la direction de la biscuiterie LU à son père qui vient de décéder, installe la première usine dans l'ancienne filature « Bureau », située sur le côté est de la rue. En 1888, l'usine connaît un grand incendie abîmant une partie importante des installations. Louis profite alors de cet événement pour moderniser et rénover l'ensemble. Entre 1895 et 1899, plusieurs ateliers sont ajoutés au complexe.
En 1905, l'une des deux tours caractéristiques, construites par l'architecte Auguste Bluysen, constituant l'entrée du complexe industriel qui s'étend désormais de part et d'autre de l'avenue Carnot, est érigée à l'angle de la rue Coustard et du quai Baco. Le site reste occupé par LU jusqu'aux années 1980, date à laquelle l'usine est rasée pour laisser la place à un hôtel.